# Lelingit

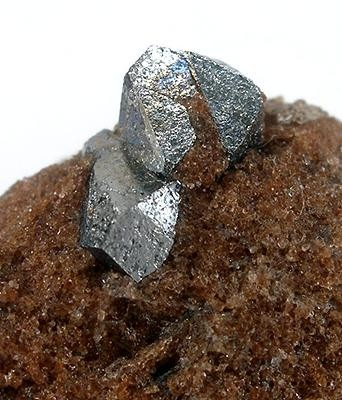
Lelingit; pochodzenie: Broken Hill, Nowa Południowa Walia, Australia (2,4 x 2,2 x 2,0 cm)

Lelingit (Löllingit, Glaukopiryt) – rzadki minerał z grupy arsenków.
Nazwa pochodzi od miejscowości Lölling w Austrii, gdzie został odkryty.

## Właściwości
Krystalizuje w układzie rombowym. Tworzy kryształy słupkowe, pręcikowe, igiełkowe, listewkowe i tabliczkowe (osiągają około 1 cm); przerosłe gwiaździste trojaki. Zazwyczaj występuje w skupieniach zbitych, wpryśniętych, ziarnistych, promienistych, bezładnych wrosłych i skorupowych. Jest minerałem kruchym i nieprzezroczystym. Posiada metaliczny połysk i szarą bądź czarną rysę. Często zawiera domieszki złota, kobaltu, bizmutu, niklu, srebra, antymonu i siarki. Jest izostrukturalny z markasytem. Rozpuszcza się w kwasie azotowym.

## Występowanie
W utworach hydrotermalnych oraz w skałach metamorficznych powstałych w warunkach przeobrażeń kontaktowo-metasomatycznych. Najczęściej bywa spotykany w hydrotermalnych żyłach i gniazdach mineralnych, w towarzystwie kruszców ołowiu, cynku, bizmutu, arsenu. Przeważnie współwystępuje z arsenopirytem, kalcytem, fluorytem, dolomitem, chalkopirytem, chloantyt, magnetyt, galena, sfaleryt, piryt, kasyterytem, rodonit, staninem, syderytem i kwarcem. Znany jest z niektórych pegmatytów, żył kwarcowych oraz występuje jako impregnacje.

## Miejsce występowania
- Na świecie: Austria (Karyntia), Niemcy (Rudawy, Harz), Szwecja, Wielka Brytania, Algieria, Kanada (Ontario)[2], Rosja (Syberia) i USA (Dakota Południowa)[4][3].

- W Polsce: występuje z arsenopirytem w serpentynitach: w Górach Złotych, Rudawach Janowickich, Górach Izerskich oraz w rejonie Lubina i Polkowic[2][3].

## Zastosowanie
- główne źródło arsenu (73% As), także złota (w Złotym Stoku zawartość Au wynosiła 25–30 g na tonę), kobaltu i innych pierwiastków[2];
- służy do wyrobu arszeniku, środków ochrony roślin, preparatów medycznych[2];
- stosuje się go do utwardzania stopu drukarskiego[2];
- ma niewielkie znaczenie kolekcjonerskie[2];